# مونسترمایفلد
شهر مونسترمایفلد (به آلمانی: Münstermaifeld) در ایالت راینلند-فالتز در کشور آلمان واقع شده‌است.

## نگارخانه

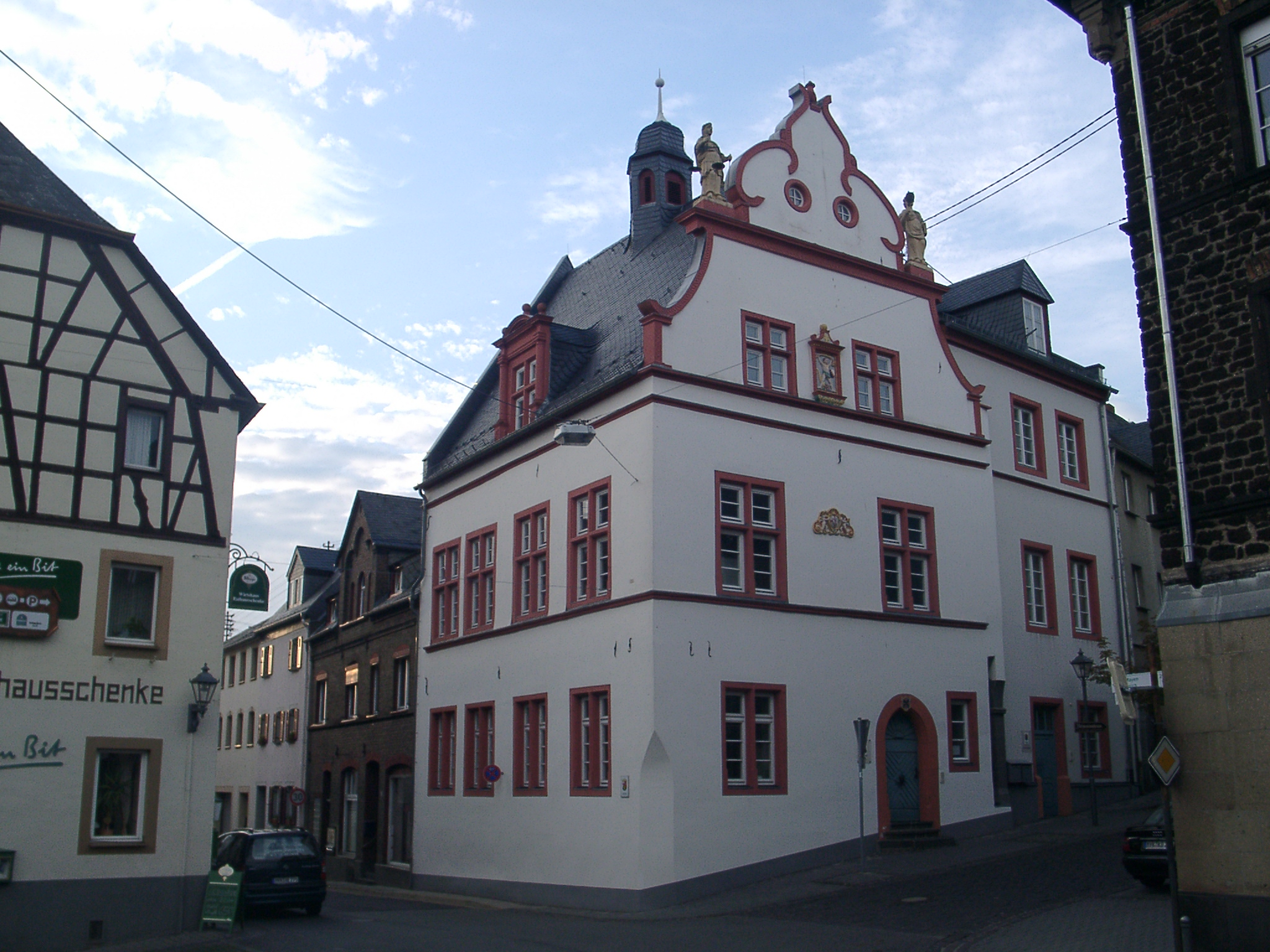
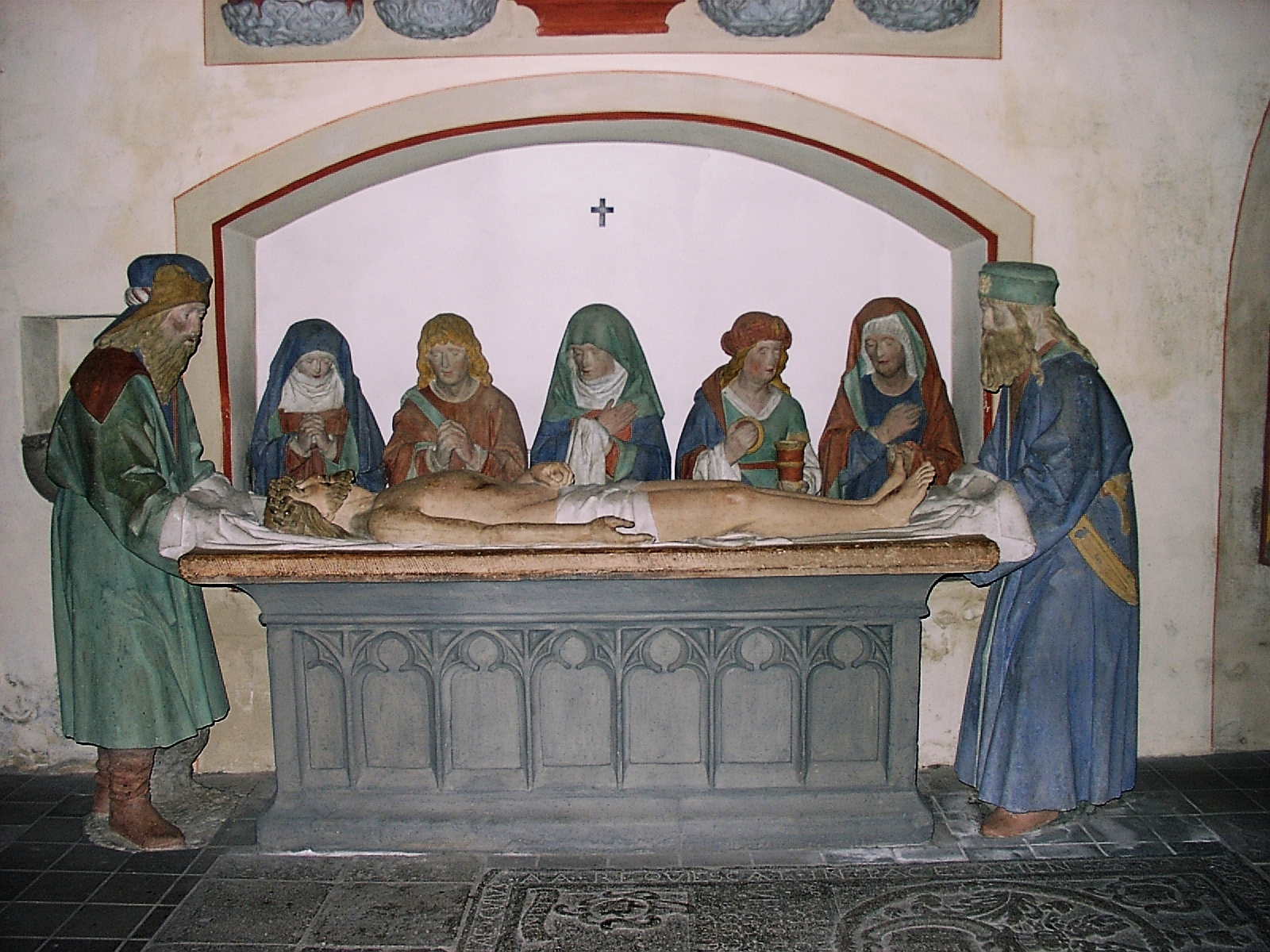